# Xerox
Xerox Corporation (NYSE XRX) és el proveïdor més gran del món de fotocopiadores de tòner (tinta seca) i els seus accessoris. La seua central general és a Stamford, Connecticut, encara que la major part de la companyia està situada prop de Rochester, Nova York, on va ser fundada. S'identifica tant amb el seu producte que el terme "xerox" es fa servir moltes vegades per a referir-se a fotocopiadores encara que siguen d'altres marques, i en anglès es fa servir com a verb amb el significat de "fer fotocòpies".
Anomenada originalment Haloid i en un primer moment manufacturera de paper i equip fotogràfics, la companyia es va fer coneguda el 1959 amb la introducció de la primera fotocopiadora d'una peça que usava el mètode de xerografia, la Xerox 914. Precisament el nom de "Xerox", determinat pel seu inventor Chester Carlson, diferenciava en el mercat la seua tecnologia de copiat en "sec", ja que "xer" és l'arrel grega per significar sec. En aquells dies el copiat "banyat" era el majorment utilitzat a la indústria.
La companyia es va expandir substancialment durant els anys 60, convertint en milionaris alguns inversionistes que havien sostingut dolorosament l'empresa durant la lenta fase d'investigació i desenvolupament del producte. En molts sentits, aquest període va ser similar als primers anys de Microsoft. Els avenços de la introducció d'aquesta nova indústria van permetre a la companyia obrir el centre d'investigació Xerox PARC, a Palo Alto, Califòrnia el 1970 per al desenvolupament de tecnologia de punta. En el PARC han sorgit coses com el protocol Ethernet, el ratolí o la impressora làser.

## Canvis de model d'empresa

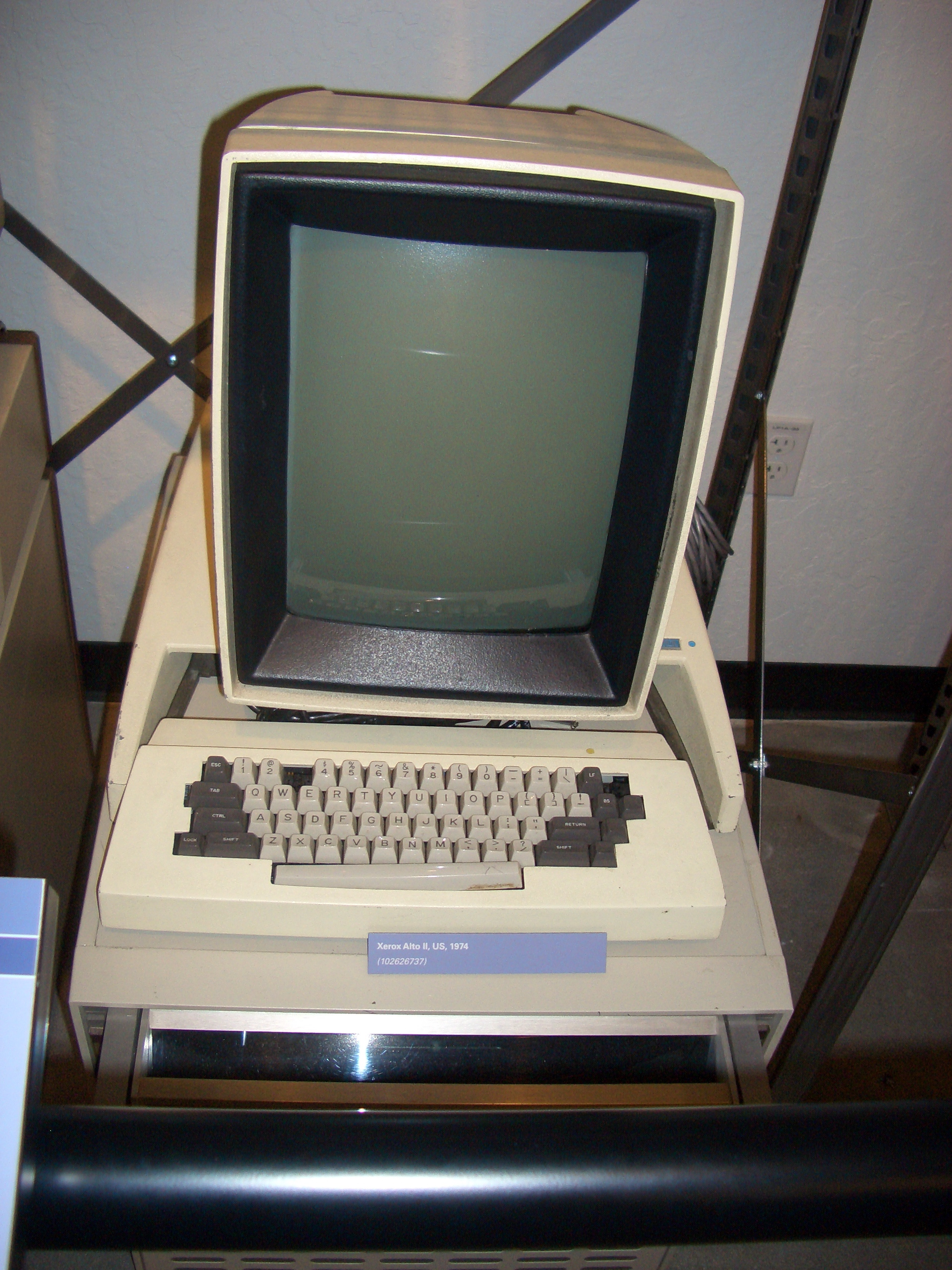
Un Xerox Alto.

Xerox va canviar el seu model de negoci els anys 70 i 80, quan les caducitats de les patents van eliminar l'exclusivitat de la seua tecnologia de copiat, i els plans de diversificació no van funcionar. Moltes tecnologies desenvolupades sobretot en el Parc van ser ignorades per Xerox i es van convertir en productes d'altres companyies; per exemple, Ethernet, la interfície WIMP, i els ordinadors personals. Els plans per entrar en el mercat d'ordinadors van ser destruïts per una dolenta sincronització (per exemple, llençar un sistema CP/M de 8 bits, el Xerox 820, quan IBM posava a punt el seu PC més avançat). Anàlogament, Xerox va desenvolupar una línia de màquines d'escriure avançades just quan aquestes començaven a perdre terreny pel procés de textos basat en ordinadors. Xerox va inventar la impressió làser, el que va esdevenir un negoci multimilionari per la companyia que encara continua. Mentrestant, els costos de manufactura de l'empresa eren molt majors que els dels seus competidors japonesos, la seua qualitat de disseny i manufactura eren qüestionables, i la seua cultura interna s'havia tornat problemàtica.
La companyia va reviure en els anys 80 i 90, millorant la qualitat dels seus dissenys i reajustant la seua línia de productes. El desenvolupament de fotocopiadores digitals en els 90 i el refer el seu rang de productes (essencialment impressores làser amb escàners incorporats que podien ser enllaçats a xarxes d'ordinadors) va donar de nou a Xerox un avantatge tècnic sobre els seus competidors. Xerox va treballar per convertir el seu producte en un servei, proporcionant tot un "servei de documents" a altres empreses, incloent proveïment, manteniment, configuració i suport a l'usuari. Per reforçar aquesta imatge la companyia va introduir una signatura corporativa, "The Document Company®", sobre el seu logotip principal i va introduir una "X digital®" roja. La "X digital" simbolitzava la transició de documents entre el món del paper i el digital. El 2005, per emfatitzar la seua força i lideratge en serveis de documents, la companyia va abandonar la "X digital" i va canviar la signatura corporativa per incloure esments de serveis de tecnologia i consulting. Per millorar la seua posició en el mercat d'impressió en oficines, va comprar la divisió d'impressores de Tektronix, el 2000. Desenvolupant la gamma de productes de tinta solguda, producte exclusiu de Xerox
Avui, els mercats principals de Xerox inclouen entorns d'oficina grans i menuts, clients d'impressió comercial i producció, companyies d'arts gràfiques i serveis creatius, operacions en sectors públics, i indústries com la salut, educació i serveis financers. Xerox ven un ampli rang de tecnologia de documents, incloent impremtes digitals en color de gamma alta com Xerox iGen3 Digital Production Press i sistemes DocuColor; tecnologia d'impressió en blanc i negre de gamma alta com Xerox Nuvera i DocuTech; impressores multi-funció per oficina com les de la família WorkCentre Pro; i impressores en xarxa Phaser en color i blanc i negre. Els serveis de consultoria de Xerox ajuden a empreses a redissenyar processos documentals intensius, i els seus serveis de subcontractació els ajuden a produir i manejar documents, alliberant-los per concentrar-se en els seus negocis principals. Xerox també comercialitza programari com DocuShare i FlowPort. El negoci de producció d'impressió de gamma alta és d'aproximadament cinc mil milions de dòlars para Xerox, atès que els seus sistemes són usats per empreses i impremtes comercials per crear cartes personalitzades, llibres a tot color, pòlisses d'assegurances, factures, pòsters, etc.

## Nou Logotip de Xerox
El 7 de gener de 2008 va ser publicat mundialment el nou logotip de Xerox.